# إعصار مكونو
إعصار مكونو (بالإنجليزية: Mekunu)‏ هو إعصار استوائي تكون في 21 مايو من عام 2018 في بحر العرب وأثّر بشكل أساسي على المناطق الواقعة في الطرف الجنوبي من شبه الجزيرة العربية لدول اليمن وعُمان والسعودية، والجزر الواقعة في المناطق التي يمر بها مثل جزيرة سقطرى. وبدأ مركز الإعصار الذي يبعد عن مدينة صلالة العمانية حوالي 470 كم بسرعة رياح 126 إلى 144 كم /ساعة وارتفاع هيجان الموج بين 5 إلى 8 متر وبسرعة تقدر 12 كم في ساعة. كما اختارت المنظمة العالمية للأرصاد الجوية مركز جدة الإقليمي للأرصاد وحماية البيئة نقطة اتصال إقليمية لما يبث من سلطنة عمان واليمن عن إعصار «مكونو». وتم تقدير وفيات الإعصار في كلاً من اليمن وعمان بثلاثة عشر قتيل، بينهم طفلة.

## الأحداث

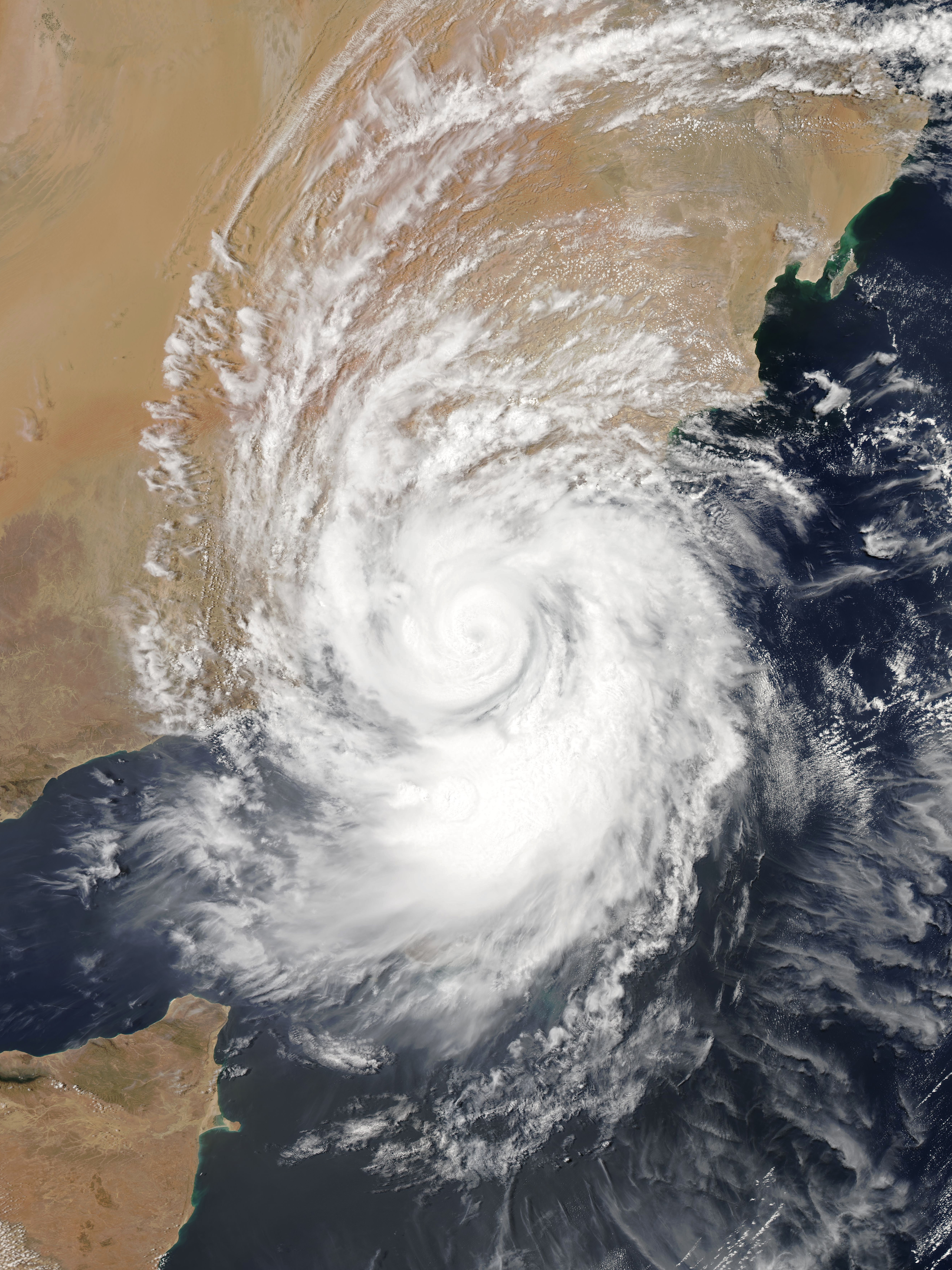
إعصار مكونو يقترب من اليمن وعُمان في الخامس والعشرين من مايو 2018 بفترة قصيرة من تحوله لدرجة أعلى.

- ضرب الإعصار وشدته من الدرجة الأولى «جزيرة سقطرى» اليمنية والتي تقع في المحيط الهندي قبالة سواحل القرن الأفريقي بالقرب من خليج عدن مساء الإربعاء (23 مايو) وخلف أضرار للبنية التحتيه وأضرار بشرية (خمسة قتلى وأربعة مفقودين)[5] وأعلنت اللجنة العليا للإغاثة في اليمن سقطرى محافظة منكوبة.[6]
- قررت الهيئة العامة للطيران المدني في عمان الخميس (24 مايو) إغلاق مطار صلالة ثاني أكبر مطارات البلاد أمام حركة الطيران لمدة قابلة للتمديد وفقا للتطورات.[2]
- أعلنت الهيئة العامة للأرصاد في السعودية الخميس (24 مايو) أن يوم السبت القادم إلى الثلاثاء ستتأثر الأجزاء الجنوبية للمنطقة تشمل الربع الخالي ومنطقة نجران و(الخرخير وشرورة) بأمطار غزيرة ورياح نشطة.[1]
- أعلنت سلطنة عمان الجمعة (25 مايو) أن شدة الإعصار الذي ضرب جزيرة سقطرى اليمنية، ازدادت ليصبح من الدرجة الثانية وذلك أثناء اقترابه من المناطق الجنوبية للسلطنة.[2]
- وأعلنت السلطات اليمنية مساء الجمعة (25 مايو) أن أضرار شملت مديرية حوف في محافظة المهرة شرق اليمن، فشبكات الاتصالات خرجت عن الخدمة مع سقوط الأبراج وانقطاع المياه وانهارت بعض المنازل.[7]
- انتقل مركز الإعصار ليل الجمعة (25 مايو) لليابسة قريباً من ميناء ريسوت في عمان قبل منتصف وقُدرت سرعة الرياح القصوى 185 كم/س من الدرجة الثالثة.[8]
- أجلت أجهزة الدفاع المدني العماني يوم الجمعة (25 مايو) نحو 10 آلاف شخص من المدارس والمباني الحكومية، خاصة في مدينة صلالة، التي يبلغ عدد سكانها 200 ألف نسمة، كما ناشدت المواطنين بالبقاء في منازلهم، وهو ما التزم به السكان بالفعل، حيث بدت شوارع محافظة ظفار خالية.[9]
- أعلنت الشرطة العمانية مساء الجمعة (25 مايو) وفاة طفلة بعمر 12 عاما جراء ارتطامها بجدار منزل بسبب قوة الرياح.[10]
- أعلنت السلطات العمانية أن الدفاع المدني والإسعاف يوم السبت (26 مايو) أنقذ 19 شخصاً محاصرين بسبب مياه الفيضانات التي سببها الإعصار في محافظة ظفار.[9]
- أعلن الدفاع المدني العماني أنه حتى ظهر أمس السبت (26 مايو) وصلت الوفيات 4 حالات (أحدهما طفلة) بالإضافة لثلاثة مفقودين (من الجنسية الآسيوية في محافظة ظفار).[11]
- أعلنت اللجنة الداخلية لإدارة الحالات الجوية الاستثنائية العمانية والهيئة العامة للأرصاد السعودية السبت (26 مايو) انتهاء الحالة الحرجة للإعصار «مكونو» الذي ضرب سواحل عمان واليمن.[1][12]
- فتح مطار صلالة في عُمان أمام حركة الطيران ابتداءً من الساعة الثانية عشر من فجر الأحد (27 مايو).[13]